# Млекарево
Млекарево (болг. Млекарево) — село в Болгарии. Находится в Сливенской области, входит в общину Нова-Загора. Население составляет 752 человека.

## Политическая ситуация
В местном кметстве Млекарево, в состав которого входит Млекарево, должность кмета (старосты) исполняет Дочка Славова Георгиева (движение «Георгиев день») по результатам выборов правления кметства.
Кмет (мэр) общины Нова-Загора — Николай Георгиев Грозев (Граждане за европейское развитие Болгарии (ГЕРБ)) по результатам выборов.